# FIVB World Tour 1993/94
De FIVB World Tour 1993/94 vond plaats tussen juli 1993 en februari 1994. De vijfde editie van de mondiale beachvolleybalcompetitie telde drie toernooien voor mannen en drie toernooien voor vrouwen. Bij de mannen ging de eindzege naar Braziliaanse duo Roberto Lopes en Franco Neto en bij de vrouwen waren de Amerikaansen Karolyn Kirby en Liz Masakayan succesvol.

## Kalender
| #  | Plaats         | Categorie | Geslacht | Datum                     | Prijzengeld |
| -- | -------------- | --------- | -------- | ------------------------- | ----------- |
| 1. | Enoshima       | Open      | mannen   | 29 juli – 1 augustus 1993 | $100.000    |
| 2. | Santos         | Open      | vrouwen  | 11 – 14 november 1993     | $50.000     |
| 3. | Miami          | Open      | vrouwen  | 15 – 22 januari 1994      | $50.000     |
| 3. | Miami          | Open      | mannen   | 18 – 22 januari 1994      | $100.000    |
| 4. | Rio de Janeiro | Open      | mannen   | 1 – 6 februari 1994       | $200.000    |
| 5. | La Serena      | Open      | vrouwen  | 8 – 11 februari 1994      | $50.000     |

## Resultaten

### Enoshima Open
Van 29 juli tot en met 1 augustus 1993
| Mannen | Mannen                            |
| Rang   | Team                              |
| ------ | --------------------------------- |
| 1      | Roberto Lopes / Franco Neto       |
| 2      | Eduardo Garrido / Roberto Moreira |
| 3      | Troy Tanner / Dan Vrebalovich     |
| 4      | Al Janc / Craig Moothart          |
| 5      | Andrea Ghiurghi / Dio Lequaglie   |
| 6      | Andrew Burdin / Julien Prosser    |
| 7      | John Child / Eddie Drakich        |
| 8      | Glenn Hamilton / Reid Hamilton    |

### Santos Open
Van 11 tot en met 14 november 1993
| Vrouwen | Vrouwen                           |
| Rang    | Team                              |
| ------- | --------------------------------- |
| 1       | Karolyn Kirby / Liz Masakayan     |
| 2       | Isabel Salgado / Roseli Timm      |
| 3       | Adriana Behar / Magda Lima        |
| 4       | Karina Lins / Sandra Pires        |
| 5       | Mônica Rodrigues / Adriana Samuel |
| 6       | Natalie Cook / Anita Spring       |
| 7       | Barbra Fontana / Lori Forsythe    |
| 8       | Sheila Lima / Sandra Morães       |

### Miami Open
Van 15 tot en met 22 januari 1994
| Mannen | Mannen                                    |
| Rang   | Team                                      |
| ------ | ----------------------------------------- |
| 1      | Jan Kvalheim / Bjørn Maaseide             |
| 2      | Roberto Lopes / Franco Neto               |
| 3      | Carlos Briceno / Jeff Williams            |
| 4      | John Child / Eddie Drakich                |
| 5      | Glenn Hamilton / Reid Hamilton            |
| 6      | Andrew Burdin / Julien Prosser            |
| 7      | Jean-Philippe Jodard / Christian Penigaud |
| 8      | Roger Clark / Rudy Dvorak                 |

| Vrouwen | Vrouwen                                  |
| Rang    | Team                                     |
| ------- | ---------------------------------------- |
| 1       | Isabel Salgado / Roseli Timm             |
| 2       | Barbra Fontana / Lori Forsythe           |
| 3       | Karolyn Kirby / Liz Masakayan            |
| 4       | Mônica Rodrigues / Adriana Samuel        |
| 5       | Natalie Cook / Anita Spring              |
| 6       | Gail Castro / Elaine Roque               |
| 7       | Annette Huygens Tholen / Kerri Pottharst |
| 8       | Simone Kooy / Claire Paterson            |

### Rio de Janeiro Open
Van 1 tot en met 6 februari 1994
| Mannen | Mannen                                    |
| Rang   | Team                                      |
| ------ | ----------------------------------------- |
| 1      | Roberto Lopes / Franco Neto               |
| 2      | Carlos Briceno / Jeff Williams            |
| 3      | Zé Marco / Paulo Emilio Silva             |
| 4      | Aloizio Claudino / Emanuel Rego           |
| 5      | André Gomes / Carlos Loss                 |
| 6      | John Child / Eddie Drakich                |
| 7      | Andrew Burdin / Julien Prosser            |
| 8      | Jean-Philippe Jodard / Christian Penigaud |

### La Serena Open
Van 8 tot en met 11 februari 1994
| Vrouwen | Vrouwen                                  |
| Rang    | Team                                     |
| ------- | ---------------------------------------- |
| 1       | Karolyn Kirby / Liz Masakayan            |
| 2       | Isabel Salgado / Roseli Timm             |
| 3       | Barbra Fontana / Lori Forsythe           |
| 4       | Gail Castro / Elaine Roque               |
| 5       | Mônica Rodrigues / Adriana Samuel        |
| 6       | Annette Huygens Tholen / Kerri Pottharst |
| 7       | Natalie Cook / Anita Spring              |
| 8       | Mayra Ferrer / Lazara Martínez           |

## Prijzen
| Winnaar FIVB World Tour     | Winnaar FIVB World Tour       |
| Mannen                      | Vrouwen                       |
| --------------------------- | ----------------------------- |
| Roberto Lopes / Franco Neto | Karolyn Kirby / Liz Masakayan |